# Akkaraipattu
Akkaraipattu (en tamil: அக்கரைப்பற்று, romanizado: Akkaraippaṟṟu, en cingalés: අක්කරපත්තුව, romanizado: Akkarapattuwa) es una gran ciudad del Distrito de Ampara, Provincia Oriental (Sri Lanka).  La ciudad está estratégicamente situada con enlaces a través de la Carretera Siyambalanduwa-Ampara (A25) y la carretera A4 (Sri Lanka)|Carretera Colombo-Batticaloa (A4). Akkaraipattu se encuentra a 441 km (274 mi) de Colombo.

## Historia
Durante el periodo de dominación británica, Akkaraipattu estaba dentro del Distrito de Batticaloa. Un Agente del Gobierno dirigía cada distrito. Los puestos de Maniyakkara (Agente Asistente del Gobierno) y Vanniyanar (Agente Adicional del Gobierno) dependían del Agente del Gobierno. El Vanniyanar designaba a dos funcionarios directamente responsables del riego, el desarrollo y la educación. Bajo esta estructura, la agricultura y la construcción de carreteras se convirtieron en una parte destacada del desarrollo de la zona de Akkaraipattu. El Vanniyanar también se encargaba de nombrar al presidente y a los miembros de las organizaciones de gobierno local, que se encargaban de las funciones propias de un consejo local, como la recaudación de impuestos, la construcción cívica y el mantenimiento de la ley y el orden. La construcción del plan Gal Oya, que comenzó en 1949 y sigue mejorándose, consolidó la agricultura -sobre todo el arroz y la caña de azúcar- como motor económico. El desarrollo de las carreteras también continuó en paralelo con el desarrollo de tierras para la agricultura.
El Área de Desarrollo Urbano de Akkaraipattu incluye el Consejo Municipal de Akkaraipattu e incluye 23 Grama Niladhari Divisiones (GND) del Consejo Municipal de Akkaraipattu y cinco GND de la zona de Pradeshiya Sabha. (Una GND es la unidad administrativa más pequeña del gobierno).

### Topografía
El terreno de la zona de Akkaraipattu se eleva desde el nivel del mar hasta 39 m (42,7 yd) sobre el nivel del mar. El terreno presenta amplias zonas generalmente llanas y cubiertas de agricultura. Los asentamientos están dispersos por toda la zona.

### Tipos de suelo
La susceptibilidad de los tipos de suelo a la sequía es una preocupación importante en Akkaraipattu. Los tres tipos de suelo principales de esta zona son: alluvium que tiene un drenaje y una textura variables, suelo pardo rojizo y suelo Solonetz. El suelo aluvial se encuentra generalmente en llanuras aluviales planas. El suelo aluvial mal drenado es de color gris, mientras que el suelo con mejor drenaje es de color marrón a marrón amarillento. El suelo marrón rojizo tiene un color superficial marrón rojizo cuando está seco y se vuelve marrón rojizo oscuro cuando está húmedo. El suelo de Solonetz no es un suelo fértil porque tiene un pH superior a 8,5.

### Hidrología
Akkaraipattu tiene tres grandes depósitos de agua: Ilukkuchchenai Tank, Neethai Tank y Thillai Aru. Estos depósitos, junto con los sistemas de captación de agua, contribuyen al cultivo de arroz en la zona.

### Clima
Akkaraipattu se encuentra en la zona seca de Sri Lanka. El período del monzón del noreste (octubre-febrero) es el de mayor pluviosidad mensual. Por el contrario, los meses secos de junio, julio y agosto son los de menos precipitaciones. Las lluvias estacionales permiten el cultivo durante la estación del maha. La precipitación media anual es de 119 mm (4,7 plg). El menor número de días con truenos se registra durante los meses de enero y febrero, mientras que el mayor número de días se registra en septiembre y octubre, antes del comienzo de la estación monzónica.
Un análisis de los registros de temperatura de los años 1950-2010 realizado por AusAID/ONU-Hábitat indica que las temperaturas más altas se registran en mayo, junio y julio (alrededor de 93,2 °F). Las temperaturas más bajas se registran en los meses de enero y diciembre (alrededor de 73,4 °F). La temperatura media anual es de 30 °C (86,0 °F).

## Demografía
En la zona urbana de Akkaraipattu predominan los musulmanes. También viven en la ciudad minorías Budistas, Hindúes y Cristianos. La mayoría de los habitantes de Akkaraipattu hablan Tamil, aunque también se habla Sinhala.

### Religión
| Religión en Akkaraipattu (2012) | Religión en Akkaraipattu (2012) | Religión en Akkaraipattu (2012) | Religión en Akkaraipattu (2012) | Religión en Akkaraipattu (2012) |
| ------------------------------- | ------------------------------- | ------------------------------- | ------------------------------- | ------------------------------- |
| Población                       |                                 |                                 |                                 |                                 |
| Islam                           | Islam                           |                                 | 99.00 %                         | 99.00 %                         |
| Buddhismo                       | Buddhismo                       |                                 | 0.85 %                          | 0.85 %                          |
| Hinduismo                       | Hinduismo                       |                                 | 0.13 %                          | 0.13 %                          |
| Christianismo                   | Christianismo                   |                                 | 0.02 %                          | 0.02 %                          |

Source:statistics.gov.lk